# Con đường sống
Con đường sống (tiếng Nga: Дорога жизни, doroga zhizni) là tuyến đường vận tải trên băng đi qua hồ Ladoga đang đóng băng, đây là lối đi duy nhất vào thành phố bị bao vây Leningrad trong những tháng mùa đông trong thời gian 1941-1944 tại cuộc chiến tranh thế giới lần thứ 2, trong khi toàn bộ chu vi thành phố bị bao vây và duy trì bởi Tập đoàn quân phương Bắc của Quân đội Đức Quốc xã và các lực lượng Quốc phòng Phần Lan đồng minh của Đức Quốc xã. Cuộc bao vây kéo dài 29 tháng, từ ngày 08 tháng 9 năm 1941 đến ngày 27 tháng 1 năm 1944. Hơn một triệu công dân của Leningrad đã chết vì đói, bị bỏ rơi, căng thẳng và bị đánh bom. Ngày nay con đường này tạo thành một phần của di sản thế giới.

## Hình thành
Trong những ngày bị phong toả (từ năm 1941), hồ Ladoga trở thành "con đường sống" (Дорога жизни) của thành phố Leningrad. Đầu năm 1942, khi mặt băng trên hồ Ladoga đã rắn chắc, Liên Xô đã tổ chức vận chuyển cho mặt trận Leningrad súng đạn, lương thực, thực phẩm, thuốc men và nhiên liệu. Tuy với số lượng hạn chế do các đoàn xe ô tô có trọng tải không lớn chạy theo các tuyến đường đã được xe dọn tuyết mở ra trên mặt băng nhưng đã giảm bớt nhiều khó khăn cho thành phố. Mặc dù hoạt động dưới những trận không kích thường xuyên của không quân Đức Quốc xã, đoàn xe vẫn đến được Leningrad và khi quay về, họ chở theo thương binh, những người ốm, phụ nữ, người già và trẻ em. Từ tháng 6 năm 1941 đến tháng 3 năm 1943, đã có 1,7 triệu/3,1 triệu người dân Leningdad đã được sơ tán về phía đông, trong đó có 414.000 trẻ em. Tuy nhiên, đã có 632.253 người chết vì đói và rét, trong đó ngay mùa đông năm đầu tiên bị phong tỏa (1941-1942) đã có hơn 263.000 người chết.
Trong mùa hè năm 1942, mặc dù phải bận đối phó với cuộc tổng tấn công dữ dội của quân đội Đức Quốc xã tại cánh Nam mặt trận Xô-Đức; Nhà nước và Bổ tổng tư lệnh tối cao quân đội Liên Xô vẫn không từ bỏ ý định bảo vệ bằng được thành phố Leningrad. Đầu tháng 6 năm 1942, thành phố đã nhận được những tấn dầu hỏa đầu tiên qua một đường ống dài 25 km đặt ngầm dưới đáy hồ Ladoga. cuối tháng 7 năm 1942, nguồn điện của nhà máy thủy điện Volkhov vừa được khôi phục đã đến được với Leningrad qua một đường cáp điện cũng được đặt ngầm dưới hồ. Hai nguồn năng lượng quan trọng được tiếp tế đã giúp khôi phục hoạt động của một số nhà mày, xí nghiệp, trong đó có các nhà máy sản xuất vũ khí, đạn dược và các thiết bị quân sự. Các tuyến đường thủy đã được khôi phục ngay khi mặt hồ Ladoga tan băng và vận chuyển đến thành phố những nhu yếu phẩm cần thiết; trong đó, ưu tiên số một vẫn là lương thực, thực phẩm và than đá.